# Morti nel 1902
| Questa pagina contiene informazioni ricavate automaticamente dalle voci biografiche con l'ausilio del template Bio e di un bot. L'aggiornamento è periodico e automatico e ricostruisce completamente la pagina. Se manca una persona in questa lista, sei pregato di non aggiungerla, ma accertati piuttosto che la sua voce biografica contenga il template Bio e che i dati anagrafici siano correttamente compilati. Se il template Bio manca, inseriscilo tu stesso o, in alternativa, metti l'avviso {{tmp\|Bio}} che ne segnala la mancanza. Se i dati riportati sono sbagliati, correggi direttamente la voce biografica; le modifiche saranno visibili in questa lista entro pochi giorni. Per chiarimenti vedi il progetto biografie. La lista contiene solo le 378 persone che sono citate nell'enciclopedia e per le quali è stato implementato correttamente il template Bio. Pagina aggiornata al 26 lug 2025. |

## Gennaio(39)
- 3 gennaio - Benjamín Máximo Laguna y Villanueva, botanico spagnolo (n. 1822)
- 3 gennaio - Claudius Schraudolph il Giovane, pittore tedesco (n. 1843)
- 4 gennaio - William Dunning, calciatore scozzese (n. 1865)
- 4 gennaio - Joseph Marie Piétri, politico francese (n. 1820)
- 7 gennaio - John Brett, pittore britannico (n. 1831)
- 7 gennaio - Luigi Bruzzano, patriota e scrittore italiano (n. 1838)
- 7 gennaio - Giuseppe De Simone, politico italiano (n. 1843)
- 7 gennaio - Wilhelm Hertz, scrittore, storico e paroliere tedesco (n. 1835)
- 8 gennaio - Joaquim Augusto Mouzinho de Albuquerque, ufficiale portoghese (n. 1855)
- 8 gennaio - Adam Worth, criminale tedesco (n. 1844)
- 9 gennaio - Ludwig Kugelmann, medico e attivista tedesco (n. 1828)
- 11 gennaio - Cornelis Petrus Tiele, storico delle religioni e teologo olandese (n. 1830)
- 12 gennaio - Emidio Coppa, nobile, agronomo e politico italiano (n. 1826)
- 13 gennaio - Jacques Gabriel Bulliot, archeologo francese (n. 1817)
- 13 gennaio - Pietro Faitini, scultore italiano (n. 1833)
- 13 gennaio - Pasquale Turiello, patriota e scrittore italiano (n. 1836)
- 13 gennaio - Luigi di Nocera, nobile, banchiere e imprenditore italiano (n. 1826)
- 14 gennaio - Cato Guldberg, fisico e matematico norvegese (n. 1836)
- 15 gennaio - Alpheus Hyatt, zoologo e paleontologo statunitense (n. 1838)
- 18 gennaio - Giuseppe Ciaranfi, pittore italiano (n. 1838)
- 18 gennaio - Donato Maria Dell'Olio, cardinale e arcivescovo cattolico italiano (n. 1847)
- 18 gennaio - Filippo Marchetti, compositore italiano (n. 1831)
- 18 gennaio - Gideon Scheepers, militare sudafricano (n. 1878)
- 19 gennaio - Maria Cristina di Borbone-Spagna, nobildonna spagnola (n. 1833)
- 19 gennaio - Cesare Sighinolfi, scultore italiano (n. 1833)
- 20 gennaio - Cesare Paoli, archivista, paleografo e diplomatista italiano (n. 1840)
- 20 gennaio - Camilla Urso, violinista e docente francese (n. 1840)
- 21 gennaio - Hugo Wilhelm von Ziemssen, medico tedesco (n. 1829)
- 22 gennaio - Ivan Osipovič Jarkovskij, ingegnere e astronomo russo (n. 1844)
- 22 gennaio - Otto Scholderer, pittore tedesco (n. 1834)
- 23 gennaio - Alfred William Bennett, botanico britannico (n. 1833)
- 23 gennaio - Adrien Étienne Gaudez, scultore francese (n. 1845)
- 26 gennaio - Nil Filatov, medico russo (n. 1847)
- 26 gennaio - Marcello Basilio Mallarini, pittore e scultore italiano (n. 1846)
- 28 gennaio - Carlo Gastini, tipografo e poeta italiano (n. 1833)
- 28 gennaio - Nicolás Levalle, generale e politico italiano (n. 1840)
- 29 gennaio - Ján Čipka, avvocato, imprenditore e attivista slovacco (n. 1823)
- 29 gennaio - Augusto Righi, politico italiano (n. 1831)
- 31 gennaio - Evgenij Ivanovič Lamanskij, banchiere russo (n. 1825)

## Febbraio(28)
- 1º febbraio - Salomon Jadassohn, compositore e insegnante tedesco (n. 1831)
- 1º febbraio - Secondo Laura, medico italiano (n. 1833)
- 1º febbraio - Aníbal Zañartu, politico cileno (n. 1847)
- 2 febbraio - Vladimir Gustavovič Tizengauzen, orientalista e numismatico tedesco (n. 1825)
- 2 febbraio - Marie Laetitia Bonaparte-Wyse, scrittrice e nobile francese (n. 1831)
- 5 febbraio - Francesco Ghiglieri, magistrato e politico italiano (n. 1825)
- 6 febbraio - Luigi Archinti, pittore, grafico e critico d'arte italiano (n. 1825)
- 6 febbraio - Agostino Ciasca, cardinale e orientalista italiano (n. 1835)
- 6 febbraio - Gaetano Mariotti, politico italiano (n. 1846)
- 6 febbraio - Clémence Royer, filosofa e scienziata francese (n. 1830)
- 7 febbraio - Thomas Sidney Cooper, pittore inglese (n. 1803)
- 8 febbraio - Sergej Ivanovič Mosin, militare russo (n. 1849)
- 10 febbraio - Batilde di Anhalt-Dessau, principessa tedesca (n. 1837)
- 12 febbraio - Frederick Hamilton-Temple-Blackwood, politico, diplomatico e scrittore britannico (n. 1826)
- 14 febbraio - Lucien Largé, schermidore francese (n. 1874)
- 14 febbraio - Nikolaj Pavlovič Lomakin, militare russo (n. 1830)
- 16 febbraio - Luigi Giovanni Vitale Capello, pittore italiano (n. 1843)
- 18 febbraio - Elizaveta Aleksandrovna Barjatinskaja, nobildonna russa (n. 1826)
- 18 febbraio - Albert Bierstadt, pittore statunitense (n. 1830)
- 18 febbraio - Neville Bowles Chamberlain, militare britannico (n. 1820)
- 18 febbraio - Marcellin Desboutin, pittore e scrittore francese (n. 1823)
- 18 febbraio - Charles Lewis Tiffany, gioielliere statunitense (n. 1812)
- 20 febbraio - Arthur Dunn, calciatore inglese (n. 1860)
- 21 febbraio - Emil Holub, esploratore, cartografo e etnografo ceco (n. 1847)
- 24 febbraio - August Eisenlohr, egittologo tedesco (n. 1832)
- 25 febbraio - Michail Vasil'evič Pevcov, militare e esploratore russo (n. 1843)
- 26 febbraio - Walther Flender, alpinista e scrittore tedesco (n. 1880)
- 28 febbraio - Kazimiera Zawistowska, poetessa e traduttrice polacca (n. 1870)

## Marzo(34)
- 1º marzo - Lazzaro Negrotto Cambiaso, politico italiano (n. 1823)
- 2 marzo - John Francis Bentley, architetto inglese (n. 1839)
- 3 marzo - Isaäc Dignus Fransen van de Putte, politico olandese (n. 1822)
- 4 marzo - Carlos Sommervogel, insegnante francese (n. 1834)
- 4 marzo - Raoul Urbain, politico francese (n. 1837)
- 6 marzo - Moritz Kaposi, dermatologo ungherese (n. 1837)
- 7 marzo - Gaetano Casati, geografo e esploratore italiano (n. 1838)
- 7 marzo - Pud Galvin, giocatore di baseball statunitense (n. 1856)
- 8 marzo - Giovanni Inzani, chirurgo italiano (n. 1827)
- 9 marzo - Hermann Allmers, scrittore tedesco (n. 1821)
- 11 marzo - Friedrich Engelhorn, imprenditore tedesco (n. 1821)
- 13 marzo - David S. Stanley, generale statunitense (n. 1828)
- 14 marzo - Pierre Rebut, botanico francese (n. 1827)
- 14 marzo - Charles Tylor, scrittore inglese (n. 1816)
- 15 marzo - Josephine Bracken, irlandese (n. 1876)
- 17 marzo - John Houlding, imprenditore e politico britannico (n. 1833)
- 19 marzo - Charles Pierre Henri Rieu, arabista svizzero (n. 1820)
- 20 marzo - Antonio Gandolfi, politico e militare italiano (n. 1835)
- 22 marzo - Vincenzo Cabianca, pittore italiano (n. 1827)
- 22 marzo - Clemente Marchionna, militare e politico italiano (n. 1824)
- 23 marzo - Antonio Carpenè, chimico e enologo italiano (n. 1838)
- 23 marzo - Jakob Missia, cardinale e arcivescovo cattolico austro-ungarico (n. 1838)
- 23 marzo - Kálmán Tisza, politico ungherese (n. 1830)
- 24 marzo - Aaron Samuel French, imprenditore e filantropo statunitense (n. 1823)
- 24 marzo - Achille Talarico, pittore italiano (n. 1837)
- 24 marzo - Maria di Nassau-Weilburg, principessa tedesca (n. 1825)
- 25 marzo - Philipp Grünne, generale austriaco (n. 1833)
- 26 marzo - Cecil Rhodes, imprenditore e politico britannico (n. 1853)
- 27 marzo - Egidio Osio, generale italiano (n. 1840)
- 28 marzo - Richard Beez, matematico tedesco (n. 1827)
- 28 marzo - Angelo Dubini, dermatologo italiano (n. 1813)
- 29 marzo - Luigi Galizzi, pittore italiano (n. 1838)
- 30 marzo - Julius Koch, tedesco (n. 1872)
- 31 marzo - Alexander Bittner, paleontologo e geologo austriaco (n. 1850)

## Aprile(22)
- 3 aprile - Edmund Pfleiderer, filosofo tedesco (n. 1842)
- 3 aprile - Andreas Reischek, ornitologo e naturalista austriaco (n. 1845)
- 6 aprile - Gleb Ivanovič Uspenskij, scrittore russo (n. 1843)
- 8 aprile - John Wodehouse, I conte di Kimberley, nobile e politico inglese (n. 1826)
- 10 aprile - Victor Jamaer, architetto belga (n. 1825)
- 11 aprile - Alfred Cornu, fisico francese (n. 1841)
- 11 aprile - Wade Hampton III, politico statunitense (n. 1818)
- 11 aprile - Nicola Heusch, generale italiano (n. 1837)
- 11 aprile - Virgilio Ripari, pittore italiano (n. 1843)
- 15 aprile - Jules Dalou, scultore francese (n. 1838)
- 15 aprile - Dmitrij Sergeevič Sipjagin, politico russo (n. 1853)
- 17 aprile - Francesco d'Assisi di Borbone-Spagna, nobile spagnolo (n. 1822)
- 19 aprile - Enrico XXII di Reuss-Greiz, principe tedesco (n. 1846)
- 19 aprile - Charles Marshall, militare statunitense (n. 1830)
- 20 aprile - Frank Richard Stockton, scrittore e umorista statunitense (n. 1834)
- 21 aprile - Sousândrade, poeta brasiliano (n. 1833)
- 22 aprile - Philip Richard Morris, pittore inglese (n. 1836)
- 24 aprile - Pietro IV Geraigiry, vescovo cattolico e patriarca cattolico libanese (n. 1841)
- 24 aprile - Lavinia Veiongo, regina tongana (n. 1879)
- 25 aprile - Agostino Gaetano Riboldi, cardinale e arcivescovo cattolico italiano (n. 1839)
- 26 aprile - Lazarus Fuchs, matematico tedesco (n. 1833)
- 30 aprile - Xavier de Montépin, scrittore francese (n. 1823)

## Maggio(22)
- 1º maggio - Luigi Liguori, politico e medico italiano (n. 1839)
- 2 maggio - Antonio Maria Roveggio, vescovo cattolico e missionario italiano (n. 1858)
- 5 maggio - Michael Augustine Corrigan, arcivescovo cattolico statunitense (n. 1839)
- 5 maggio - Bret Harte, scrittore e poeta statunitense (n. 1836)
- 6 maggio - Giacinto Scelsi, politico e prefetto italiano (n. 1825)
- 7 maggio - Agostino Roscelli, presbitero italiano (n. 1818)
- 8 maggio - Paul Merwart, illustratore e pittore polacco (n. 1855)
- 10 maggio - John Joseph Frederick Otto Zardetti, arcivescovo cattolico, teologo e funzionario svizzero (n. 1847)
- 11 maggio - Carlo Ucekar, politico e tipografo austro-ungarico (n. 1854)
- 12 maggio - Maria Elizabeth Zakrzewska, medica tedesca (n. 1829)
- 13 maggio - Aurora Karamzin, nobildonna svedese (n. 1808)
- 14 maggio - Władysław Skłodowski, scienziato, educatore e traduttore polacco (n. 1832)
- 16 maggio - Stepan Valerianovič Balmašëv, rivoluzionario russo (n. 1881)
- 16 maggio - Eugène Chavette, romanziere francese (n. 1827)
- 16 maggio - William Thomas Sampson, ammiraglio statunitense (n. 1840)
- 22 maggio - Alberto di Sassonia-Altenburg, principe tedesco (n. 1843)
- 24 maggio - Hubert Theophil Simar, arcivescovo cattolico tedesco (n. 1835)
- 25 maggio - Giuseppe Sensales, prefetto e politico italiano (n. 1831)
- 26 maggio - Jean-Joseph Benjamin-Constant, pittore e incisore francese (n. 1845)
- 26 maggio - Susette La Flesche, scrittrice, artista e oratrice statunitense (n. 1854)
- 26 maggio - Almon Strowger, inventore statunitense (n. 1839)
- 28 maggio - Adolf Kussmaul, medico tedesco (n. 1822)

## Giugno(24)
- 3 giugno - Trang Ý, imperatrice vietnamita (n. 1828)
- 4 giugno - Aleksander Kazimierz Bereśniewicz, vescovo cattolico polacco (n. 1823)
- 5 giugno - Camillo Aldobrandini, militare e nobile italiano (n. 1816)
- 6 giugno - Tommaso Lorenzone, pittore italiano (n. 1824)
- 7 giugno - Victor Étienne Cesson, pittore e decoratore francese (n. 1835)
- 8 giugno - Charles Ingalls, statunitense (n. 1836)
- 8 giugno - Giuseppe Locarni, architetto e politico italiano (n. 1826)
- 8 giugno - Marcantonio Pacelli, avvocato italiano (n. 1804)
- 8 giugno - Domènec Talarn, scultore spagnolo (n. 1812)
- 8 giugno - Karl Zangemeister, bibliotecario e filologo classico tedesco (n. 1837)
- 9 giugno - Paku Alam VI, sovrano indonesiano (n. 1856)
- 10 giugno - Jacint Verdaguer, poeta spagnolo (n. 1845)
- 10 giugno - Pierre Vésinier, giornalista e scrittore francese (n. 1826)
- 11 giugno - Ali Muddat ibn al-Husayn, tunisino (n. 1817)
- 12 giugno - Jimmy Ross, calciatore scozzese (n. 1866)
- 14 giugno - Jules Babick, chimico e attivista polacco (n. 1820)
- 16 giugno - Ernst Schröder, matematico tedesco (n. 1841)
- 18 giugno - Samuel Butler, scrittore inglese (n. 1835)
- 19 giugno - Alberto di Sassonia, sovrano (n. 1828)
- 19 giugno - John Emerich Edward Dalberg-Acton, storico e politico britannico (n. 1834)
- 20 giugno - Alfred Bloch, calciatore francese (n. 1878)
- 21 giugno - Giovan Battista Magnaghi, oceanografo, politico e progettista italiano (n. 1839)
- 27 giugno - Vincenzo D'Anna, politico italiano (n. 1831)
- 29 giugno - Pietro Neri-Baraldi, tenore italiano (n. 1828)

## Luglio(34)
- 4 luglio - Hervé Faye, astronomo francese (n. 1814)
- 4 luglio - Vivekananda, mistico e filosofo indiano (n. 1863)
- 6 luglio - Maria Goretti, santa italiana (n. 1890)
- 6 luglio - Leopoldo Miguez, compositore, violinista e direttore d'orchestra brasiliano (n. 1850)
- 6 luglio - Andrejs Pumpurs, scrittore lettone (n. 1841)
- 9 luglio - William Marvin, politico e giudice statunitense (n. 1808)
- 9 luglio - Giangiacomo Trivulzio, nobile, politico e numismatico italiano (n. 1839)
- 10 luglio - Julius von Ficker, giurista, storico e diplomatista tedesco (n. 1826)
- 10 luglio - Lőrinc Schlauch, cardinale e vescovo cattolico ungherese (n. 1824)
- 10 luglio - Federica di Schleswig-Holstein-Sonderburg-Glücksburg, duchessa (n. 1811)
- 13 luglio - Jesús Fructuoso Contreras, scultore messicano (n. 1866)
- 13 luglio - Emanuel Herrmann, economista austriaco (n. 1839)
- 13 luglio - Angelo Spera, magistrato, avvocato e politico italiano (n. 1819)
- 14 luglio - Antonio Mordini, patriota e politico italiano (n. 1819)
- 14 luglio - William Still, imprenditore, scrittore e storico statunitense (n. 1819)
- 15 luglio - Prospero Piatti, pittore italiano (n. 1840)
- 16 luglio - Henry Dunning Macleod, economista scozzese (n. 1821)
- 17 luglio - Domenico Morea, storico e presbitero italiano (n. 1833)
- 18 luglio - Hamud bin Mohammed di Zanzibar, sultano tanzaniano (n. 1853)
- 18 luglio - Edoardo Porro, ginecologo e politico italiano (n. 1842)
- 18 luglio - Saigō Tsugumichi, militare e politico giapponese (n. 1843)
- 19 luglio - James Graham Cooper, chirurgo e naturalista statunitense (n. 1830)
- 20 luglio - Riccardo Felici, fisico italiano (n. 1819)
- 22 luglio - Thomas William Croke, arcivescovo cattolico irlandese (n. 1823)
- 22 luglio - Gaetano De Pasquali, politico, poeta e giornalista italiano (n. 1818)
- 22 luglio - Carl Jakob Adolf Christian Gerhardt, psichiatra tedesco (n. 1833)
- 22 luglio - Mieczysław Halka Ledóchowski, cardinale e arcivescovo cattolico polacco (n. 1822)
- 23 luglio - Pietro Mori, politico italiano (n. 1820)
- 24 luglio - Luigi Frati, bibliotecario italiano (n. 1815)
- 26 luglio - Charles Kendall Adams, storico statunitense (n. 1835)
- 27 luglio - Gustave Trouvé, ingegnere, inventore e fisico francese (n. 1839)
- 28 luglio - Jean-Georges Vibert, pittore e drammaturgo francese (n. 1840)
- 30 luglio - Cesare Zanolini, militare e politico italiano (n. 1823)
- 31 luglio - Gaetano Negri, militare, storico e critico letterario italiano (n. 1838)

## Agosto(26)
- 2 agosto - Vito Nicola De Nicolò, avvocato, giornalista e politico italiano (n. 1850)
- 4 agosto - Wilhelm Kiesselbach, medico tedesco (n. 1839)
- 7 agosto - Annibale Ferrero, matematico italiano (n. 1839)
- 8 agosto - Giovanni Emanuel, attore teatrale italiano (n. 1848)
- 8 agosto - James Tissot, pittore e incisore francese (n. 1836)
- 8 agosto - Carlo Tortorella, patriota italiano (n. 1844)
- 8 agosto - John Henry Twachtman, pittore e docente statunitense (n. 1853)
- 11 agosto - Henry Louis Champy, operaio e attivista francese (n. 1846)
- 14 agosto - Ebenezer W. Peirce, generale statunitense (n. 1822)
- 15 agosto - Heinrich Schwaiger, alpinista, imprenditore e scrittore tedesco
- 16 agosto - Emilia Bernacchi, danzatrice italiana (n. 1846)
- 20 agosto - Franz Tappeiner, medico, botanico e antropologo austriaco (n. 1816)
- 21 agosto - Felice Grondona, imprenditore italiano (n. 1821)
- 21 agosto - Franz Sigel, militare tedesco (n. 1824)
- 22 agosto - Teresa Stolz, soprano austriaco (n. 1834)
- 23 agosto - Henryk Siemiradzki, pittore polacco (n. 1843)
- 24 agosto - Juan Bautista Egusquiza, militare e politico paraguaiano (n. 1845)
- 24 agosto - Margherita Sofia d'Asburgo-Lorena, nobildonna (n. 1870)
- 25 agosto - Antoine Barthélemy Jean Guillemot, entomologo francese (n. 1822)
- 25 agosto - Policarpo Petrocchi, scrittore e filologo italiano (n. 1852)
- 26 agosto - Otto Gildemeister, giornalista, traduttore e politico tedesco (n. 1823)
- 28 agosto - George Douglas Brown, romanziere e giornalista scozzese (n. 1869)
- 29 agosto - Alfred Borriglione, politico e avvocato francese (n. 1841)
- 31 agosto - Imre Steindl, architetto ungherese (n. 1839)
- 31 agosto - Safarali Velibekov, insegnante, pubblicista e traduttore azero (n. 1861)
- 31 agosto - Mathilde Wesendonck, poetessa tedesca (n. 1828)

## Settembre(29)
- 2 settembre - Marino Ballini, patriota e politico italiano (n. 1827)
- 5 settembre - Rudolf Virchow, patologo, scienziato e antropologo tedesco (n. 1821)
- 6 settembre - Frederick Augustus Abel, chimico britannico (n. 1827)
- 6 settembre - Philip James Bailey, poeta inglese (n. 1816)
- 7 settembre - Vincenzo Acquaviva, pittore italiano (n. 1832)
- 7 settembre - Enrique Gaspar, scrittore e diplomatico spagnolo (n. 1842)
- 7 settembre - Franz Wüllner, compositore e direttore d'orchestra tedesco (n. 1832)
- 8 settembre - James Hobrecht, architetto e urbanista tedesco (n. 1825)
- 9 settembre - William Allen Butler, scrittore e avvocato statunitense (n. 1825)
- 10 settembre - Francesco Domenico Falcucci, scrittore e linguista italiano (n. 1835)
- 11 settembre - Ernst Dümmler, storico tedesco (n. 1830)
- 12 settembre - Samuel Rosenthal, scacchista e giornalista polacco (n. 1837)
- 13 settembre - Francesco Gloria, politico italiano (n. 1823)
- 16 settembre - Nicholas Fish II, diplomatico statunitense (n. 1846)
- 16 settembre - Alexander Willem Michiel van Hasselt, medico, ufficiale e naturalista olandese (n. 1814)
- 18 settembre - Adolfo Targioni Tozzetti, botanico, zoologo e entomologo italiano (n. 1823)
- 19 settembre - Ján Mallý-Dusarov, presbitero, patriota e editore slovacco (n. 1829)
- 19 settembre - Masaoka Shiki, poeta, critico letterario e giornalista giapponese (n. 1867)
- 19 settembre - Raffaele Schiattarella, giurista italiano (n. 1839)
- 19 settembre - Maria Enrichetta d'Asburgo-Lorena, regina belga (n. 1836)
- 21 settembre - Davide Albertario, presbitero e giornalista italiano (n. 1846)
- 22 settembre - Alexis Damour, mineralogista, archeologo e geologo francese (n. 1808)
- 22 settembre - Johann Niederwieser, alpinista austriaca (n. 1853)
- 23 settembre - John Wesley Powell, geologo, esploratore e militare statunitense (n. 1834)
- 25 settembre - Silviano Brandão, politico brasiliano (n. 1848)
- 26 settembre - Levi Strauss, imprenditore tedesco (n. 1829)
- 28 settembre - Iosif Ivanovici, clarinettista, direttore d'orchestra e compositore rumeno (n. 1845)
- 29 settembre - William McGonagall, poeta scozzese (n. 1825)
- 29 settembre - Émile Zola, scrittore, giornalista e saggista francese (n. 1840)

## Ottobre(30)
- 2 ottobre - Johann Weitzer, imprenditore austriaco (n. 1832)
- 3 ottobre - Carl Walbrodt, scacchista tedesco (n. 1871)
- 4 ottobre - Lionel Johnson, poeta e critico letterario inglese (n. 1867)
- 6 ottobre - John Hall Gladstone, chimico inglese (n. 1827)
- 6 ottobre - Liu Kunyi, politico e militare cinese (n. 1830)
- 8 ottobre - Giulio Tasca, patriota e filantropo italiano (n. 1836)
- 9 ottobre - Donato Morelli, patriota e politico italiano (n. 1824)
- 10 ottobre - Hermann Einstein, imprenditore tedesco (n. 1847)
- 11 ottobre - Charles Maries, botanico inglese (n. 1851)
- 12 ottobre - Oreste Carlini, compositore e direttore d'orchestra italiano (n. 1827)
- 16 ottobre - Ida Craddock, mistica, attivista e scrittrice statunitense (n. 1857)
- 17 ottobre - Contardo Ferrini, giurista italiano (n. 1859)
- 17 ottobre - Franz Krones, storico austriaco (n. 1835)
- 17 ottobre - Giovanni Secondi, politico italiano (n. 1814)
- 18 ottobre - Elena Bibescu, pianista rumena (n. 1855)
- 18 ottobre - John Barraclough Fell, ingegnere britannico (n. 1815)
- 20 ottobre - Achille Gennarelli, patriota, politico e archeologo italiano (n. 1817)
- 20 ottobre - Julie Hagen-Schwarz, pittrice tedesca (n. 1824)
- 21 ottobre - Francesco Alimena, avvocato e politico italiano (n. 1836)
- 22 ottobre - Alessandro Castelli, pittore e incisore italiano (n. 1809)
- 22 ottobre - Walter Hauser, politico svizzero (n. 1837)
- 22 ottobre - Annie Jones, circense statunitense (n. 1865)
- 22 ottobre - Galeazzo Massari, politico italiano (n. 1841)
- 22 ottobre - Francesco Vinea, pittore italiano (n. 1845)
- 23 ottobre - Alfonso Cossa, chimico italiano (n. 1833)
- 25 ottobre - Frank Norris, scrittore statunitense (n. 1870)
- 26 ottobre - Elizabeth Cady Stanton, attivista statunitense (n. 1815)
- 27 ottobre - Agostino Paci, medico, chirurgo e scienziato italiano (n. 1845)
- 30 ottobre - Eugène Müntz, storico dell'arte francese (n. 1845)
- 30 ottobre - Nicolò Trigari, politico italiano (n. 1827)

## Novembre(26)
- 2 novembre - Paolo Ferraro, brigante italiano (n. 1870)
- 3 novembre - Andrea Botturi, avvocato italiano (n. 1823)
- 3 novembre - Bernardo Cozzucli, vescovo cattolico italiano (n. 1836)
- 3 novembre - Ferdinand Knab, pittore tedesco (n. 1837)
- 8 novembre - Lucio Fiorentini, giornalista, prefetto e politico italiano (n. 1829)
- 9 novembre - Manuel Vitorino Pereira, politico brasiliano (n. 1853)
- 9 novembre - Angelo Zottoli, gesuita, missionario e latinista italiano (n. 1826)
- 12 novembre - William Henry Barlow, fisico inglese (n. 1812)
- 12 novembre - Odgen Rood, fisico statunitense (n. 1831)
- 15 novembre - Guido Visconti di Modrone, nobile, politico e imprenditore italiano (n. 1838)
- 16 novembre - Pietro Bracci, poeta, scrittore e politico italiano (n. 1864)
- 16 novembre - George Alfred Henty, scrittore britannico (n. 1832)
- 16 novembre - Edoardo di Sassonia-Weimar-Eisenach, militare tedesco (n. 1823)
- 17 novembre - Hugh Price Hughes, religioso britannico (n. 1847)
- 17 novembre - Leonard Landois, fisiologo tedesco (n. 1837)
- 18 novembre - Grimoaldo della Purificazione, religioso italiano (n. 1883)
- 19 novembre - Christiano Junior, fotografo e giornalista portoghese (n. 1832)
- 21 novembre - Franciszka Siedliska, religiosa polacca (n. 1842)
- 21 novembre - Fëdor Ignat'evič Stravinskij, basso russo (n. 1843)
- 22 novembre - Gaetano Aloisi Masella, cardinale italiano (n. 1826)
- 22 novembre - Friedrich Alfred Krupp, imprenditore tedesco (n. 1854)
- 22 novembre - Walter Reed, medico, ufficiale e batteriologo statunitense (n. 1851)
- 22 novembre - William Chandler Roberts-Austen, scienziato inglese (n. 1843)
- 23 novembre - Charles Burroughs, velocista statunitense (n. 1876)
- 26 novembre - Antonio Gisbert, pittore spagnolo (n. 1835)
- 27 novembre - Gabriele Luigi Pecile, agronomo e politico italiano (n. 1826)

## Dicembre(31)
- 1º dicembre - Antonio Cappelli, politico e agronomo italiano (n. 1849)
- 2 dicembre - Richard Belcredi, politico austriaco (n. 1823)
- 3 dicembre - Hyeronimus Lorm, scrittore tedesco (n. 1821)
- 3 dicembre - Prudente de Morais, avvocato e politico brasiliano (n. 1841)
- 4 dicembre - Charles Dow, giornalista statunitense (n. 1851)
- 4 dicembre - Ludwig Kumlien, ornitologo statunitense (n. 1853)
- 4 dicembre - Carl Nicoladoni, chirurgo austriaco (n. 1847)
- 6 dicembre - Alice Freeman Palmer, educatrice statunitense (n. 1855)
- 6 dicembre - Johannes Wislicenus, chimico tedesco (n. 1835)
- 7 dicembre - Pierre Paul Dehérain, botanico, fisiologo e chimico francese (n. 1830)
- 7 dicembre - Thomas Nast, illustratore statunitense (n. 1840)
- 8 dicembre - Alexandre Bertrand, archeologo francese (n. 1820)
- 10 dicembre - Antonio D'Achiardi, mineralogista italiano (n. 1839)
- 10 dicembre - Arthur Gundaccar von Suttner, scrittore e pacifista austriaco (n. 1850)
- 11 dicembre - Valentino Panciera Besarel, intagliatore e scultore italiano (n. 1829)
- 13 dicembre - Bartholomew Woodlock, vescovo cattolico e filosofo irlandese (n. 1819)
- 14 dicembre - Julia Grant, first lady statunitense (n. 1826)
- 15 dicembre - Pierre-Marie-Alexis Millardet, botanico francese (n. 1838)
- 15 dicembre - Arturo Mélida, scultore spagnolo (n. 1849)
- 16 dicembre - Karl Wilhelm von Kupffer, anatomista tedesco (n. 1829)
- 17 dicembre - Matilde Téllez Robles, religiosa spagnola (n. 1841)
- 22 dicembre - James S. Boynton, politico statunitense (n. 1833)
- 22 dicembre - Richard von Krafft-Ebing, psichiatra e neurologo tedesco (n. 1840)
- 23 dicembre - Frederick Temple, arcivescovo anglicano e educatore britannico (n. 1821)
- 24 dicembre - Alfonso Vastarini Cresi, politico italiano (n. 1839)
- 25 dicembre - Jan Gotlib Bloch, banchiere polacco (n. 1836)
- 25 dicembre - Filippo Teti, avvocato e politico italiano (n. 1835)
- 27 dicembre - Mario Bernini, fantino italiano (n. 1837)
- 29 dicembre - Giuseppe Saredo, giurista e politico italiano (n. 1832)
- 30 dicembre - Nicola Farina, imprenditore e politico italiano (n. 1830)
- 31 dicembre - Cándido López, pittore argentino (n. 1840)

## Senza giorno specificato(33)
- François Allain-Targé, politico francese (n. 1832)
- Mark Matveevič Antokol'skij, scultore russo (n. 1843)
- Agostino Barbini, bibliotecario, pubblicista e funzionario italiano (n. 1840)
- Fernando, circense e cavallerizzo belga (n. 1835)
- Modesto Bonato, abate, storico e scrittore italiano (n. 1812)
- Fëdor Andreevič Bronnikov, pittore russo (n. 1827)
- Hans Buchner, medico tedesco (n. 1850)
- Ladislav Josef Čelakovský, botanico ceco (n. 1834)
- Eugène Chatelain, operaio, poeta e giornalista francese (n. 1829)
- Francesco Derosas, criminale italiano (n. 1861)
- Eugenio Fazio, igienista, politico e scrittore italiano (n. 1849)
- Maria Tomásia Figueira Lima, attivista brasiliana (n. 1826)
- Jacopo Finzi, psichiatra italiano (n. 1873)
- Antonio Frilli, scultore italiano
- Giovanni Giovio, politico italiano (n. 1818)
- Friedrich Goltz, fisiologo tedesco (n. 1834)
- Eliza Ann Grier, medica statunitense (n. 1864)
- Henry Gréville, scrittrice francese (n. 1842)
- Lars Hertervig, pittore norvegese (n. 1830)
- Pierre Marie Heude, missionario, gesuita e zoologo francese (n. 1836)
- Abd al-Rahman al-Kawakibi, teologo siriano (n. 1855)
- Otto Kuasw, inventore e cuoco tedesco
- Luigi Nerici, storico e musicista italiano (n. 1822)
- Sadigjan, musicista azero (n. 1846)
- Friedrich Seeberg, astronomo e esploratore russo (n. 1871)
- Eduard Gustav von Toll, geologo e esploratore russo (n. 1858)
- John Arthur Trudgen, nuotatore inglese (n. 1852)
- Luigi Vaccarone, avvocato e alpinista italiano (n. 1849)
- Richard Francis Weymouth, biblista e traduttore britannico (n. 1822)
- Leopoldina Zanetti, pittrice italiana (n. 1826)
- 'A'isha al-Taymur, attivista e scrittrice egiziana (n. 1840)
- Custódio de Melo, politico brasiliano (n. 1840)
- Enrico del Mercato, patriota e rivoluzionario italiano (n. 1825)